# Olof Bononis Palmberg
Olof (Olaus) Bononis Palmberg, född 1589, död 1679, var en svensk präst.

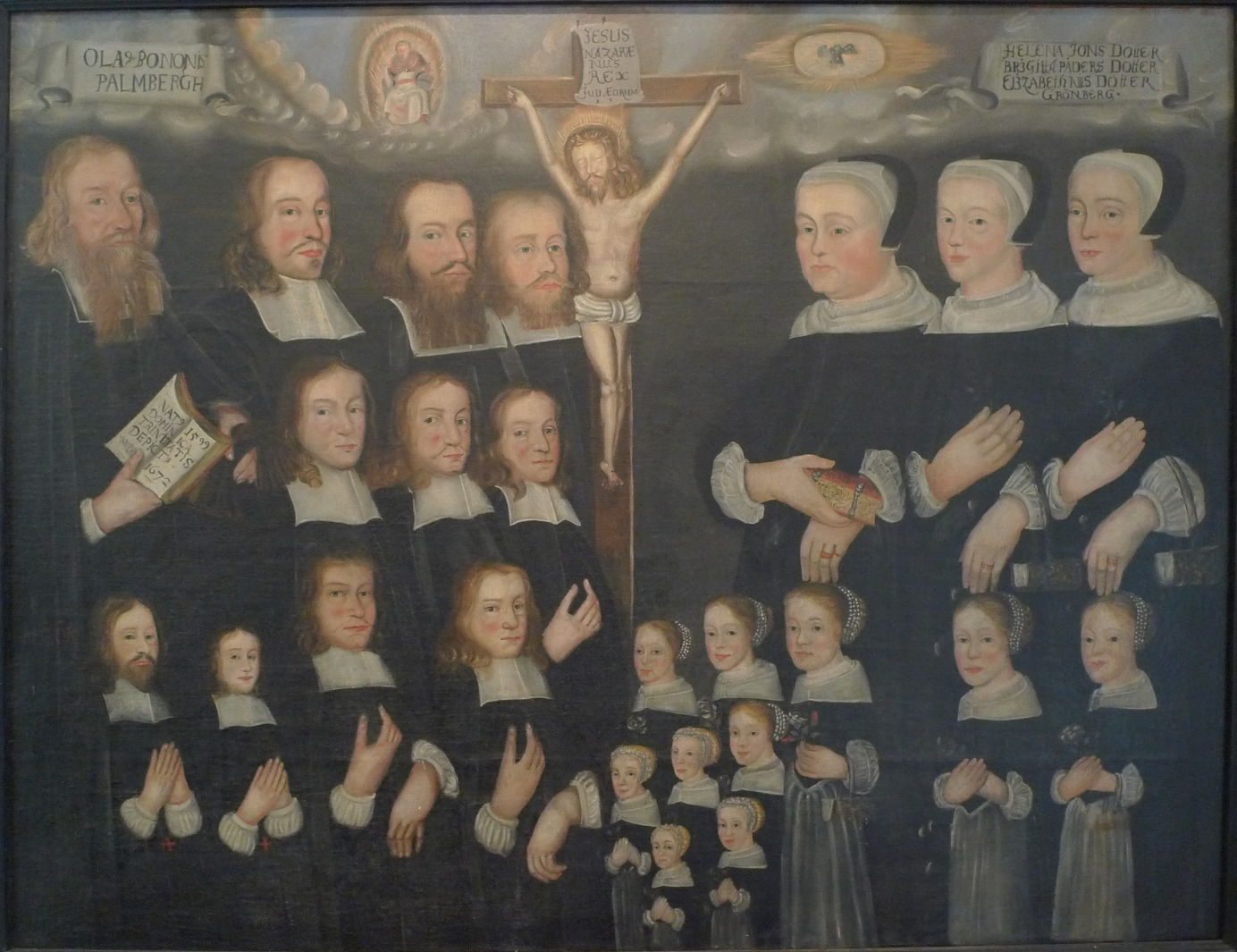
Epitafium i Tuna kyrka med fruar och barn

Han blev student vid Uppsala universitet 1607 och prästvigdes 1609. Palmberg var kyrkoherde i Tuna församling, Södermanland, 1661-1679. Gift tre gånger och far till sammanlagt 20 barn, däribland till läkaren och botanikern Johannes samt kyrkoherdarna Olof Olai och Nicolaus Palmberg. 